# Путифигари
Путифигари (итал. Putifigari) — коммуна в Италии, располагается в регионе Сардиния, в провинции Сассари.
Население составляет 732 человека (2008 г.), плотность населения составляет 14 чел./км². Занимает площадь 53 км². Почтовый индекс — 7040. Телефонный код — 079.
Покровительницей коммуны почитается Пресвятая Богородица (Nostra Signora de s’Ena Frisca), празднование в третье воскресение мая.

## Демография
Динамика населения:

## Администрация коммуны
- Официальный сайт: